# Louis-André Dacoury-Tabley
 (décembre 2021).
Si vous disposez d'ouvrages ou d'articles de référence ou si vous connaissez des sites web de qualité traitant du thème abordé ici, merci de compléter l'article en donnant les références utiles à sa vérifiabilité et en les liant à la section « Notes et références ».
Louis-André Dacoury-Tabley est un homme politique de Côte d'Ivoire, né le 9 septembre 1945 à Gagnoa.
Un des fondateurs du FPI en 1983 ; responsable de la sécurité du FPI au début des années 1990 ; a été le beau-frère de Simone Gbagbo ; s’est rallié au Mouvement patriotique de Côte d’Ivoire (MPCI) en 2002 ; négociateur aux accords de Ouagadougou ; conseiller du Premier ministre Soro pour les affaires de sécurité. Nommé, ministre de la solidarité et des victimes de guerre en décembre 2010, il est, du 12 janvier 2016 à janvier 2017, ministre des Eaux et Forêts dans le gouvernement Duncan V.